# Brody-Parcele
Brody-Parcele – część wsi Pomiechówek w Polsce, położona w województwie mazowieckim, w powiecie nowodworskim, w gminie Pomiechówek.
W latach 1975–1998 Brody-Parcele administracyjnie należały do województwa warszawskiego.
Dawniej część wsi Brody, 1 stycznia 2012 wieś Brody wraz z jej częścią Brody-Parcele została włączona do sąsiedniej wsi Pomiechówek. Administracyjnie na terenie obu części jest utworzone sołectwo Brody Brody-Parcele.